# Michael McBroom
Michael McBroom (ur. 16 maja 1991 w Plymouth) – amerykański pływak specjalizujący się w stylu dowolnym.
W 2013 roku zdobył srebrny medal mistrzostw świata w Barcelonie na 800 metrów stylem dowolnym.
Jest aktualnym rekordzistą Stanów Zjednoczonych na tym dystansie.